# Michał Bogumił Czarnowski
Michał Bogumił Czarnowski herbu Łada – stolnik wendeński w 1699 roku, marszałek sejmiku deputackiego województwa bełskiego w 1704 roku, deputat województwa bełskiego na Trybunał Główny Koronny w 1704 roku.